# La Concierge
 (juillet 2025).
Pour plus de détails, voir Fiche technique et Distribution.
La Concierge est un film français réalisé par Alice Guy en 1900.

## Synopsis
Un monsieur se renseigne auprès d’une concierge sur le prix d’une location. Il s’éloigne pour réfléchir. La concierge le trouve bien difficile, prise et rentre dans sa loge. Survient alors un groupe d’enfants espiègles qui, après avoir sonné chez la concierge, s’éloigne en courant. Celle-ci sort pour constater qu’elle a été victime d'une plaisanterie dont elle promet de se venger bientôt : elle rentre chez elle.
Le monsieur a réfléchi et revient sur ses pas. Il sonne à son tour chez la concierge pour être accueilli par un seau d’eau. Confusion de la concierge et hilarité des passants !

## Fiche technique
- Titre : La Concierge
- Réalisation : Alice Guy
- Société de production : Société L. Gaumont et compagnie
- Pays d’origine :  France
- Genre : Saynète humoristique
- Durée : 1 minute
- Date de sortie : 1900
- Licence : Domaine public

## Autour du film
Le film est tourné en extérieur.